# Another Earth
Another Earth är en amerikansk independent-science fiction-dramafilm regisserad av Mike Cahill. Filmen, som hade premiär på Sundance Film Festival i januari 2011 och allmän biopremiär i USA den 22 juli 2011, distribuerades av Fox Searchlight Pictures. Filmen utspelar sig i Connecticut 2006 och 2010, och handlar om upptäckten av en så kallad antijord.

### Fotnoter
1. ↑  Tasha Robinson (24 augusti 2014). ”Mike Cahill”. Interview. http://www.avclub.com/article/mike-cahill-59293. Läst 13 april 2014.  ”It was under $100,000 for the whole thing.”
2. ↑  ”Another Earth” (på engelska). Box Office Mojo. 22 juli 2011. http://www.boxofficemojo.com/movies/?id=anotherearth.htm. Läst 7 september 2016.
3. ↑  Annalee Newitz (18 juli 2011). ”Ten Alternate Earths” (på engelska). Gizmodo. http://io9.gizmodo.com/5822102/ten-alternate-earths. Läst 3 maj 2017.